# Madeleine Westerhout

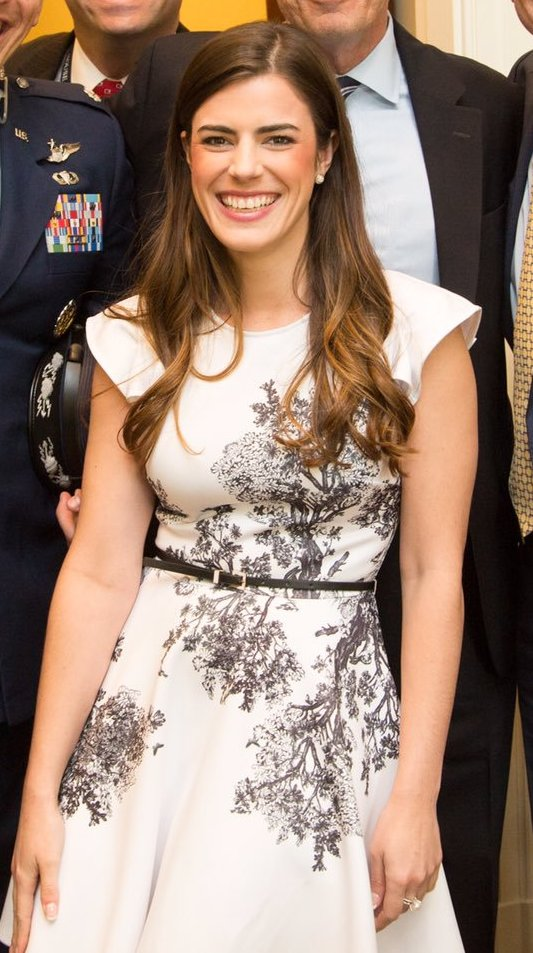
Madeleine Westerhout

Madeleine Elise Westerhout (* 8. Oktober 1990 in Newport Beach, Kalifornien) war die persönliche Assistentin des 45. Präsidenten der Vereinigten Staaten, Donald Trump, nachdem sie zuvor als seine Empfangsdame im Trump Tower in New York City und in Mar-a-Lago in Palm Beach, Florida tätig gewesen war.

## Leben
Westerhout wurde in Newport Beach, Kalifornien geboren. Sie studierte Politikwissenschaft am College of Charleston in der gleichnamigen Stadt im US-Bundesstaat South Carolina. Während ihrer Studienzeit war sie die Vorsitzende der Studentenverbindung Alpha Delta Pi. Nach dem Erwerb ihres Studienabschlusses im Jahre 2013 zog sie nach Washington, D.C. und arbeitete als Fitnesstrainerin in einem Fitnessstudio.
Bei der Präsidentschaftswahl in den Vereinigten Staaten 2012 arbeitete sie im Team des republikanischen Bewerbers Mitt Romney. Bei der 2013 durchgeführten parteiinternen Vorwahl für den Ersatzkandidaten des ersten Kongresswahlbezirks South Carolinas im 113. Kongress der Vereinigten Staaten, die nötig war, nachdem der 2010 gewählte Vertreter Tim Scott von Gouverneurin Nikki Haley – die im November 2016 von Donald Trump als US-Botschafterin bei den Vereinten Nationen vorgeschlagen wurde – in den Senat berufen worden war, arbeitete sie für den Republikaner John Kuhn. Im gleichen Jahr absolvierte sie ein Praktikum John B. T. Campbell, der den Bundesstaat Kalifornien im US-Repräsentantenhaus vertrat. Im Sommer 2013 begann Westerhout für das Republican National Committee, das Organisationsgremium der Republikanischen Partei, zu arbeiten.
2015 wurde sie von Katie Walsh, der Stabschefin der Republikanischen Partei und Beraterin von Reince Priebus, dem Vorsitzenden des Republican National Committee, zur Assistentin ernannt. Während der Präsidentschaftswahl in den Vereinigten Staaten 2016 begleitete sie Katie Walsh bei ihren Terminen.
Nach dem Sieg Donald Trumps bei der Präsidentschaftswahl wurde sie von Walsh als Teil des Übergangsteams des designierten US-Präsidenten zur Empfangsdame und Aufzugführerin im Trump Tower ernannt. Ihre Aufgabe bestand darin, die Kandidaten für die Kabinettsposten besonders öffentlichkeitswirksam in das Büro des designierten Präsidenten zu führen. Durch ihre Rolle erlangte sie eine starke Medienpräsenz. Von CNN als „the most photographed woman in Trump Tower“ (deutsch: „die meistfotografierte Frau im Trump Tower“) bezeichnet, wurde sie Gegenstand internationaler Presseberichterstattung. Sie erklärte, für einen Posten im Weißen Haus zur Verfügung zu stehen. Ende Dezember 2016 assistierte sie Trump in seinem Anwesen Mar-a-Lago in Palm Beach, Florida.
Am 19. Januar 2017 ernannte sie Donald Trump zu seiner speziellen Chefassistentin („Special Assistant to the President and Executive Assistant to the President“). Westerhout gab an, dem Präsidenten bei der Durchführung eines Tagesgeschäftes behilflich zu sein und als „Gatekeeper“ (deutsch: „Türwächterin“) des Oval Office zu fungieren.
Ende August 2019 musste Westerhout überraschend ihre Position im Weißen Haus aufgeben. Als Grund für ihren Abgang wird von der US-amerikanischen Presse ein Vertrauensbruch genannt. Sie soll Journalisten gegenüber Details zu Trumps Familie und Vorgängen im Oval Office ausgeplaudert haben.